# Pristocorypha
Pristocorypha is een geslacht van rechtvleugeligen uit de familie veldsprinkhanen (Acrididae). De wetenschappelijke naam van dit geslacht is voor het eerst geldig gepubliceerd in 1896 door Karsch.

## Soorten
Het geslacht Pristocorypha omvat de volgende soorten:
- Pristocorypha corneola Karsch, 1896
- Pristocorypha latruncularia Karsch, 1896
- Pristocorypha popa Rehn, 1940
- Pristocorypha solivaga Rehn, 1940
- Pristocorypha turrigera Rehn, 1940